# Мистер идеал
«Мистер идеал» (англ. Mr. Right) —  британская кинокомедия 2009 года.

## Сюжет
В центре сюжета картины жизнь и отношения нескольких лондонских геев.
Луиза знакомит своего парня со своим другом-гомосексуалом. Молодые люди так понравились друг другу, что девушка, оставшись одна, зарекается больше не совершать подобных ошибок.
Алекс мечтает стать актёром. У него есть бойфренд по имени Гарри, с которым они вместе уже год.
Скоро у Тома персональная выставка, но он озабочен тем, что ублажает своего возлюбленного по имени Ларри. Ларри очень привлекателен и прекрасно знает об этом. Он любит жить на широкую ногу, но не любил платить по счетам. Всё оплачивает Том. А Ларри пользуется добротой своего бойфренда на полную катушку.
У Уильяма последнее время были нелёгкая жизнь и кучи проблем. Но теперь всё начинает налаживаться и он встретил Лоуренса, звезду мыльных опер.

## В ролях
| Актёр          | Роль        |
| -------------- | ----------- |
| Джеймс Лэнс    | Гарри       |
| Люк де Вулфсон | Алекс       |
| Леон Окендэн   | Лоуренс     |
| Бенжамин Харт  | Ларс        |
| Дэвид Моррис   | Том         |
| Роки Маршалл   | Уильям      |
| Люси Жуль      | Эмма        |
| Эндрю Данн     | отец Алекса |

## Критика
«Мистер идеал» получил в основном отрицательные отзывы критиков. Николас Барбер на странице издания «Independent» назвал его «одним из тех британских низкобюджетных фильмов, которые не заслуживают даже маленького релиза».